# ويلي شوميكر
ويليام لي شوميكر (19 أغسطس 1931 - 12 أكتوبر 2003)، فارس أمريكي، يعتبر واحدًا من أعظم الفرسان. احتفظ لمدة 29 عامًا بالرقم القياسي العالمي لأكبر عدد من الانتصارات في سباقات الفروسية للمحترفين.

## حياته
ولد ويليام لي شوميكر في بلدة فابينز بولاية تكساس، عرف بعدة أسماء مثل "بيل" و"ويلي" و"ذا شوميكر"، . كان وزن شوميكر 38 أونصة (1.1 كجم)، وكان صغيرًا جدًا عند الولادة لدرجة أنه لم يكن من المتوقع أن يبقى على قيد الحياة. تم وضعه في صندوق أحذية في الفرن ليظل دافئًا، ونجا، لكنه ظل صغيرًا، حيث وصل طوله إلى 4 أقدام و10 بوصات (1.47 م) ووزنه 91 رطلاً (41 كجم). على الرغم من تركه مدرسة إل مونتي الثانوية في إل مونتي، كاليفورنيا، إلا أن مكانته الضئيلة أصبحت ميزة حيث ظهر لاحقًا كعملاق في عالم سباقات الخيول الأصيلة.

## مسيرته الرياضية
بدأت مسيرة شوميكر كـفارس في مرحلة المراهقة عندما شارك للمرةِ الأولى في سباق للمحترفين في التاسع عشر من مارس عام 1949، وجاء انتصاره الأول من بين عدد انتصارات بلغ 8833 انتصارًا بعد ذلك بشهرٍ واحد في العشرين من أبريل على صهوة فرس يدعى «شافتر في» وذلك في حلبة سباق جولدن جايت فيلدز بمدينة ألباني بولاية كاليفورنيا، وفي عام 1951 فاز بــجائزة جورج وولف للفروسية، وببلوغه عامه التاسع عشر، كان شوميكر قد جنى الكثير من الأموال (بما يعادل 2,500 دولار أسبوعيًا)، فقامت محكمة لوس أنجلوس العليا بتعيين المحامي هوراس هان وصيًا عليه بعد الحصول على موافقة والديه، وبعد ثلاثين عامًا فاز بــجائزة إكليبس للفارس الأبرز في الولايات المتحدة.
وقد أحرز شوميكر أحد عشر انتصارًا في سباقات التاج الثلاثي خلال رحلته المهنية على مدار أربعة عقود مختلفة إلا أنه لم يستطع الحصول على التاج نفسه بفوز السباقات الثلاثة، وفيما يلي قائمة بهذه الانتصارات:
- سباق الدربي للخيول بولاية كنتاكي: مستخدمًا خيول سوابس (1955) وتومي لي (1959) ولاكي ديبونير (1965) وفرديناند (1986)
- سباق مراهنات بريكنيس: مستخدمًا خيول كاندي سبوتس (1963) والدمشقي (1967)
- سباق مراهنات بيلمونت: مستخدمًا خيول جالنت مان (1957), وسورد دانسر (1959) وجيبور (1962) والدمشقي (1967) وأفاتار (1975)

ويضم سباق الدربي للخيول بولاية كنتاكي اثنتين من جولات شوميكر الأكثر شهرة، وفي عام 1957 خسر شوميكر في سباق الدربي للخيول بولاية كنتاكي على متن الجواد جالنت مان، حيث وقف على الركائب سريعًا مخطئًا في تقدير خط النهاية، حيث حل الجواد «جالنت مان» في المرتبة الثانية بعد الجواد إيرون ليج بقيادة بيل هارتاك، وفي سباق الدربي للخيول بولاية كنتاكي عام 1986، كان شوميكر هو أكبر فارس سنًا يفوز بالسباق حيث بلغ عمره وقتذاك أربعة وخمسين عامًا وذلك على متن الجواد المغمور فرديناند 1ـ18، وفي السنة التالية فاز شوميكر بمساعدة فرسه فرديناند على الفرس أليشيبا في كأس مربي الخيول الكلاسيكي، ولاحقًا أحرز فرديناند لقب «فرس العام».
وتقتبس جريدة لوس أنجلوس تايمز حديثه عن الفرس إسبيكتاكيولار بيد الذي وصفه بالفرس الأفضل من بين الخيول التي قام بركوبها. 
وفي سبتمبر عام 1970، حطم شوميكر الرقم العالمي للـفارس جوني لوندن بإحرازه النصر الثالث والثلاثين بعد الستة آلاف، وفي عام 1999 حطم الفارس البنمي المولد لافيت بيناكي جونيور الرقم العالمي لشوميكر الذي بلغ 8833 انتصارٍ، وحاليًا، يحتفظ الفارس رسل بيز بالرقم القياسي العالمي.
وجاء انتصار شوميكر الأخير رقم 8833 في العشرين من يناير عام 1990 في حلبة سباق جلفستريم بارك بولاية فلوريدا على متن الفرس بو جينيوس، وبعد ذلك بأسبوعين في الثالث من فبراير خاض شوميكر سباقه الأخير على متن «باتشي جراوندفوج» في حلبة سباق سانتا أنيتا بارك، حيث حلَّ في المرتبة الرابعة من إيدي ديلاهوسيه أمام حشود جماهيرية ضخمة، وكما ذكر الجميع شارك بيل شوميكر في رقم قياسي من السباقات بلغ عددها 40350 سباقٍ، وفي عام 1990 تم منحه جائزة مايك فينيسيا «للروح الرياضية العالية والمواطنة الاستثنائية».

## بعد التقاعد
عاد شوميكر للحلبة بعد وقت قصير من اعتزاله ليعمل مدربًا للخيول، وقد حقق نجاحًا متواضعًا، حيث قام بالعمل لدى عملاء أمثال قطب شركة جلفستريم ألن بولسون والملحن بيرت باكاراك، وفي الثامن من أبريل عام 1991 تعرض شوميكر لحادث سيارة بسبب القيادة منفردًا تحت تأثير الكحول في مدينة سان ديماس بولاية كاليفورنيا، حيث انقلب بسيارته موديل Ford Bronco II، وقد تسبب الحادث في إصابته بالشلل من الرقبة إلى أسفل جسده ومنذ ذلك الحين وهو يتنقل بالكرسي المتحرك، وقام شوميكر برفع دعوى قضائية على شركة فورد ودفعت الشركة تعويضًا بلغ مليون دولار أمريكي، واستمر في ترويض الخيول حتى تقاعده نهائيًا في الثاني من نوفمبر عام 1997، حيث أحرز كمدرب تسعين فوزًا من 714 بداية وعائدات بلغت ثلاثة ملايين وسبعمائة ألف دولار.
وفي عام 1958 تم ضم شوميكر إلى المتحف الوطني لسباقات الخيول وساحة الشهرة، حيث تم تخليده كجزءٍ من مجموعة لوحات للفنان آندي وارهول في منتصف سبعينيات القرن العشرين.

## روابط خارجية
- ويلي شوميكر على موقع الموسوعة البريطانية (الإنجليزية)
- ويلي شوميكر على موقع إن إن دي بي (الإنجليزية)